# Nhà vệ sinh ở Nhật Bản

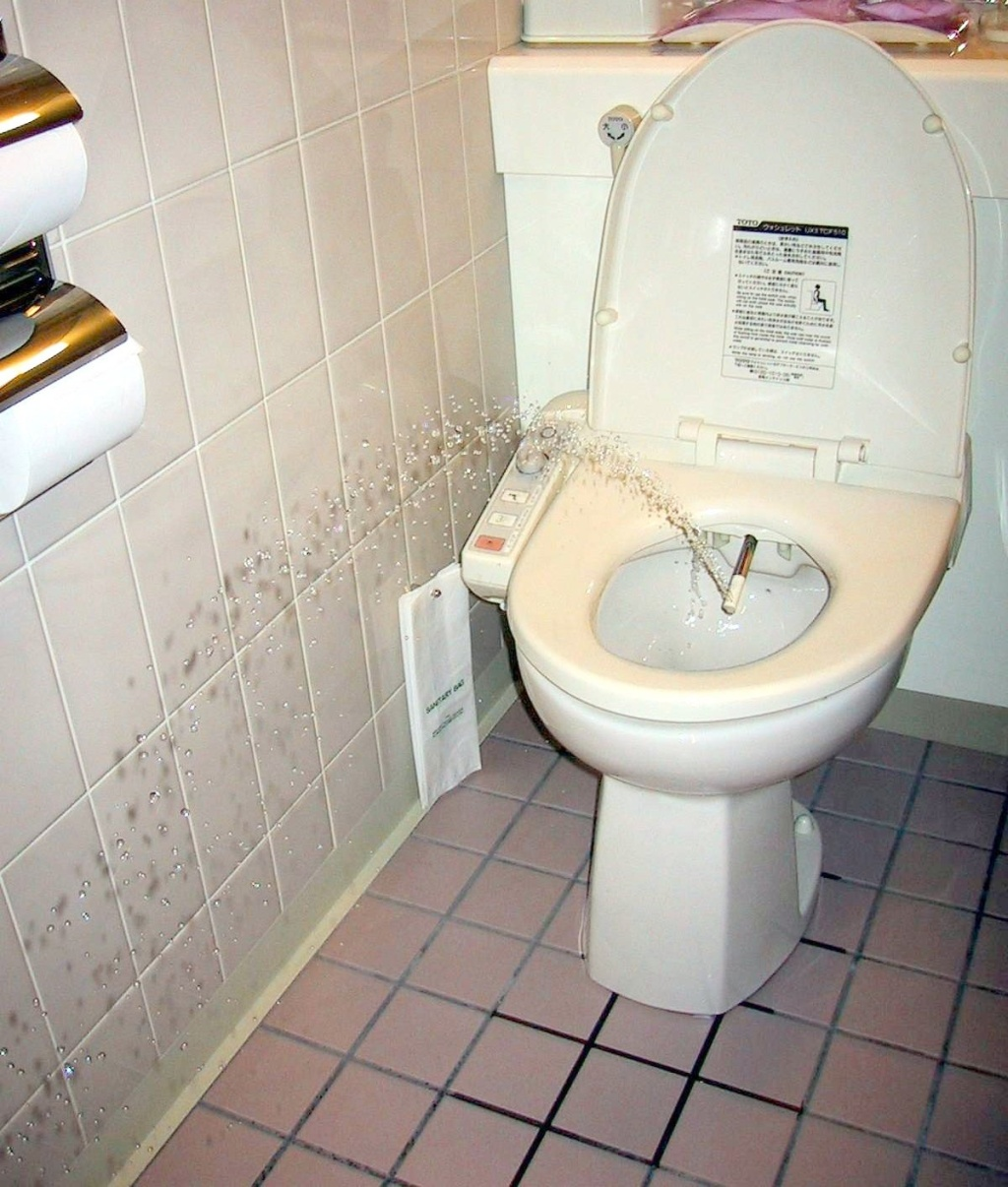
Một vòi nước phun rửa cho người sử dụng được dùng ở xí bệt

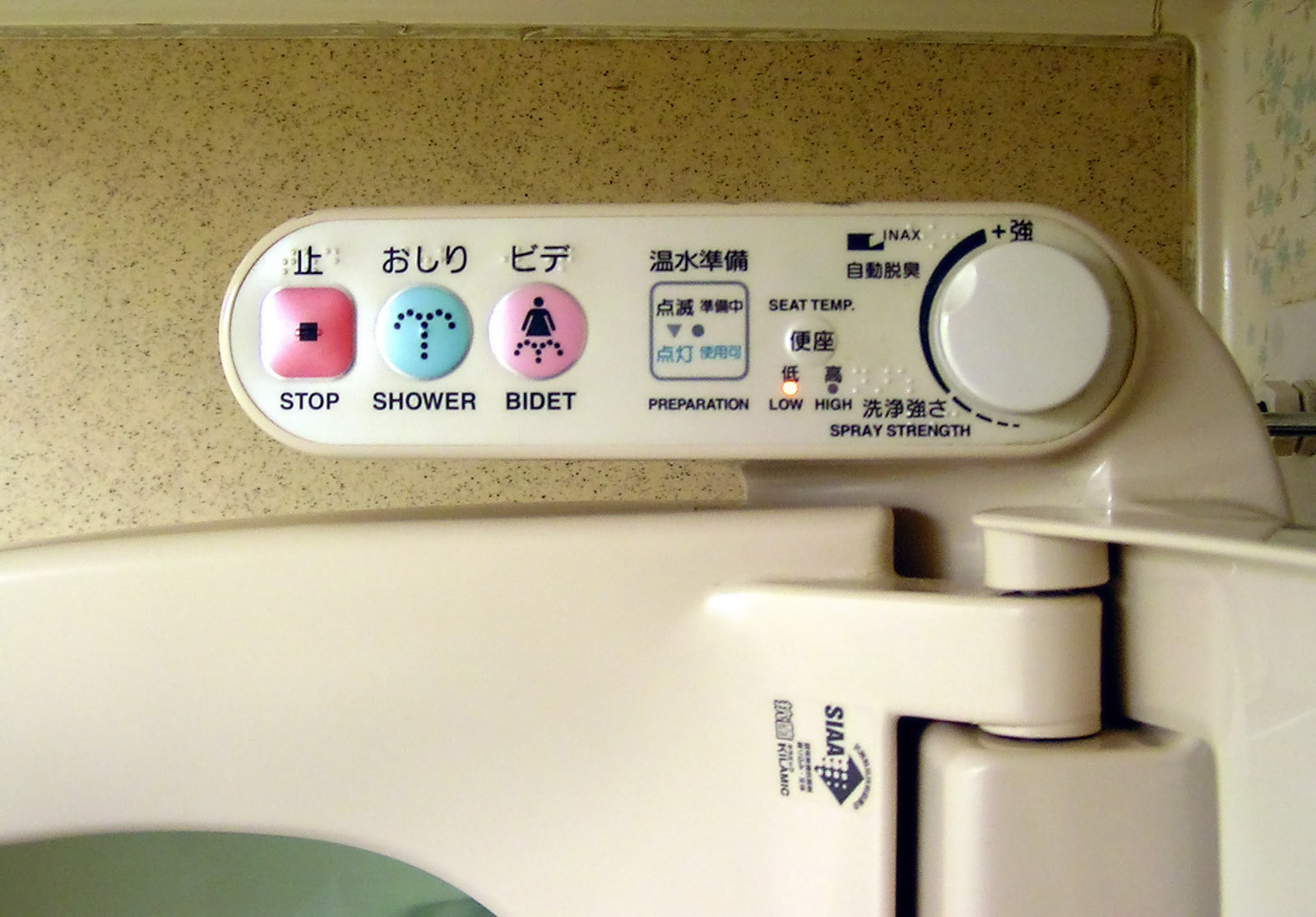
Bàn điều khiển ở một toa lét hiện đại Nhật Bản

Có hai loại bồn cầu được sử dụng thông dụng tại Nhật Bản. Kiểu cũ nhất là một loại xí xổm đơn giản ngày nay vẫn còn dùng ở các nhà tắm công cộng. Sau thế chiến 2, bồn cầu có dội nước kiểu phương Tây hiện đại đã trở nên thông dụng. Kiểu toa lét phương Tây được sử dụng ở hơn một nửa hộ gia đình Nhật Bản (thời điểm năm 2004). Ở Nhật Bản, bồn cầu bệt thường được gọi là washlet, một tên nhãn hiệu của Toto Ltd., và có nhiều đặc điểm tiên tiến ít thấy ở bên ngoài châu Á. Tùy theo kiểu khác nhau, các loại bồn cầu này được thiết kế để bật nắp lên khi chúng cảm nhận được một người sử dụng gần đó, rửa ráy người sử dụng, sấy khô sau khi rửa bằng hơi ấm, tự động xả nước và đóng nắp sau khi dùng.

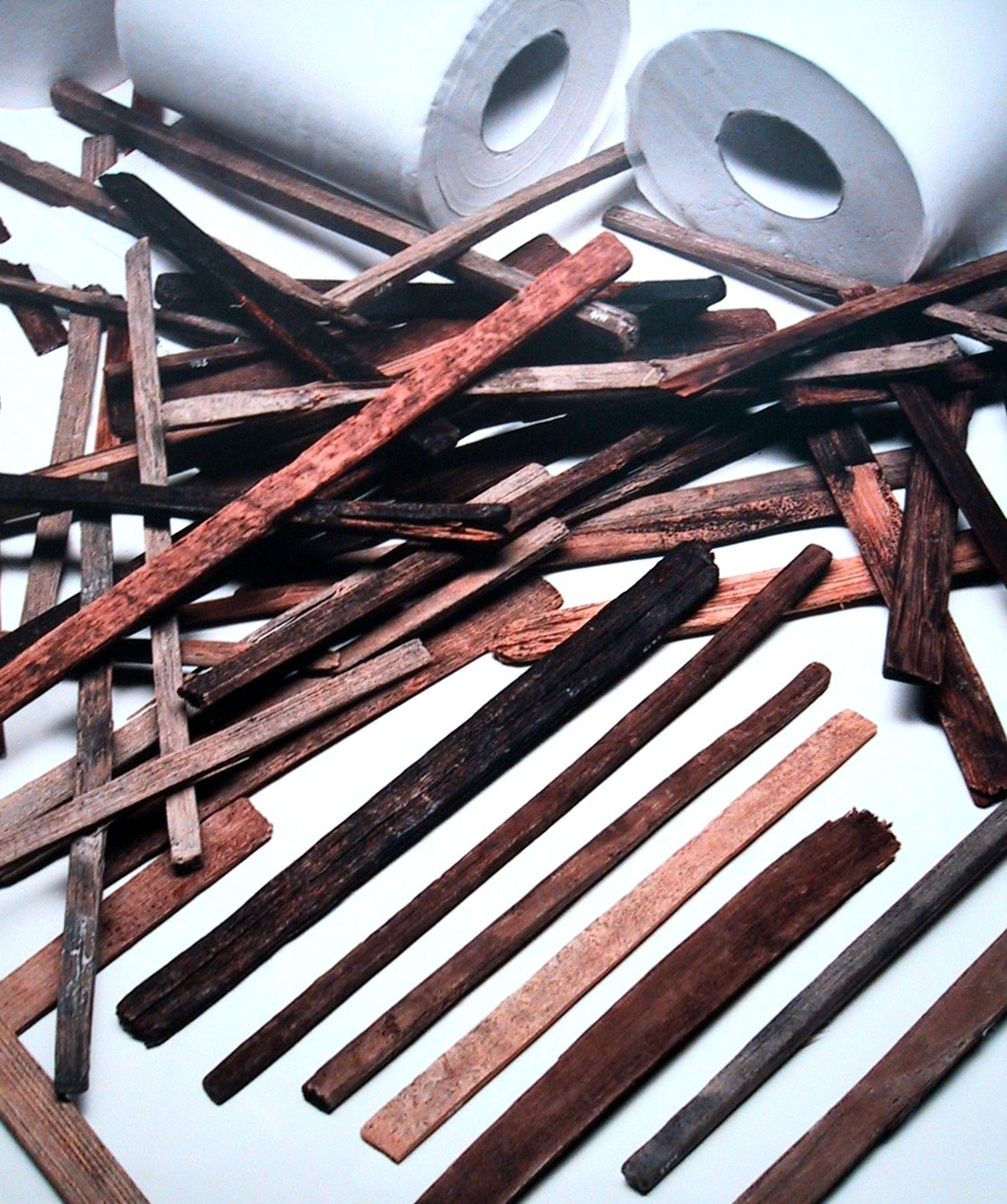
Một kiểu bồn cầu thời kỳ Nara làm bằng gồ gọi là chu-gi. Giấy cuộn vệ sinh hiện đại nằm ở phía sau để so sánh về kích cỡ

## Lịch sử
Trong thời kỳ Jōmon, các khu định cư đã được xây dựng theo một hình dạng móng ngựa, với một quảng trưởng trung tâm ở giữa vác các đống rác xung quanh khu định cư. Trong các đống rác, vẫn còn các tàn tích vôi hoá phân của con người hay chó, các sỏi phân đã được phát hiện  chỉ ra rằng các bãi rác cũng đã được sử dụng làm nhà vệ sinh.
Các hệ thống thoát nước sớm nhất có từ thời kỳ Yayoi (300 TCN đến năm 250)  Những hệ thống này đã được sử dụng trong các khu định cư lớn hơn, có thể kết hợp với nhà vệ sinh.
Một địa điểm có khả năng là khu vực lễ nghi có thể đã có một nhà vệ sinh sử dụng nước chảy, có niên đại vào đầu thế kỷ thứ 3 sớm được tìm thấy ở Sakurai, Nara. Một hầm chứa phân được các nhà khảo cổ phân tích chi tiết đã được tìm thấy tại cung điện Fujiwara ở Kashihara, Nara, địa điểm đầu tiên của kinh đô từ năm 694 đến năm 710. Nhà vệ sinh này được xây dựng trên một hầm phân mở giống như một nhà vệ sinh nằm tách riêng nhà ở nằm ngoài trời.
Trong thời kỳ Nara (710 đến 784), một hệ thống thoát nước đã được tạo ra tại thủ đô ở Nara, bao gồm các dòng suối rộng 10–15 cm, suối rộng, nơi người dùng có thể ngồi xổm lên trên với một chân trên mỗi bên suối. Các que quẹt bằng gỗ được gọi là chu-gi đã được sử dụng như một loại giấy vệ sinh. Trong ngày trước đó cỏ biển đã được sử dụng để chùi sạch,, nhưng đến thời kỳ Edo, giấy vệ sinh đã được thay thế bằng loại giấy vệ sinh làm bằng washi (giấy truyền thống của Nhật Bản). Trong các vùng miền núi, các thanh gỗ quẹt  và lá lớn cũng đã được sử dụng.
Thông thường, các nhà vệ sinh được xây trên một dòng suốt chảy, một trong những nhà vệ sinh có dội nước được biết đầu tiên được phát hiện ở lâu đài Akita, có niên đại từ thế kỷ 8, với nhà vệ sinh được xây trên một dòng suối làm lệch dòng.
Tuy nhiên, trong lịch sử, các nhà vệ sinh hố phổ biến hơn do chúng dễ xây hơn và tạo thuận lợi cho việc tận dụng phân làm phân bón—đây là nguồn phân bón quan trọng ở một quốc gia nơi Phật giáo và lối sống ăn chay thịnh hành làm giảm sự phụ thuộc vào sự tiêu thụ thịt gia súc. Các sản phẩm thải của những người giàu được bán giá cao hơn vì chế độ dinh dưỡng của họ tốt hơn.